# Igreja de Deus Todo-Poderoso
A Igreja de Deus Todo-Poderoso, também conhecida como “Relâmpago do Oriente” (chinês tradicional: 東方閃電, chinês simplificado: 东方闪电, pinyin: Dōngfāng Shǎndiàn), é um novo movimento religioso estabelecido na China em 1991, ao qual fontes governamentais chinesas atribuem três a quatro milhões de membros, embora os académicos considerem estes números de alguma forma exagerados. O nome “Relâmpago do Oriente” é obtido do Novo Testamento, Evangelho segundo Mateus 24:27: “Pois, da mesma maneira como o relâmpago parte do oriente e brilha até no ocidente, assim também se dará a segunda vinda do Filho do homem.” O seu ensinamento principal é que Jesus Cristo regressou à terra nos nossos dias como o Deus Todo-Poderoso encarnado (全能 神), desta vez não como um homem, mas como uma mulher chinesa. O movimento é considerado pelas autoridades chinesas, como um "xie jiao" (um termo frequentemente traduzido como “seita maligna”, mas na verdade usado desde a dinastia Ming para indicar “ensinamentos heterodoxos”)  e acusado de vários crimes, incluindo o infame assassinato de Zhaoyuan no McDonald’s (2014). Os oponentes cristãos e a média internacional, por sua vez, descreveram-na como herética. A Igreja nega todas as acusações, e há académicos que concluíram que algumas das acusações que eles investigaram até agora são de facto falsas ou exageradas.

## História

### Renascimento de 1989 e os Shouters
Embora o movimento nunca mencione o nome dela nem quaisquer detalhes biográficos (embora admita que ela é do sexo feminino), e adverte que qualquer informação fornecida por fontes externas pode estar errada, vários académicos acreditam o Deus Todo-Poderoso encarnado é identificado com uma mulher chinesa, Yang Xiangbin (n. 1973), que nasceu no noroeste da China. Em 1989, durante um renascimento das igrejas independentes chinesas, a pessoa identificada pelo movimento como Deus Todo-Poderoso entrou formalmente no movimento Igreja subterrânea protestante, ou seja, as igrejas Protestantes independentes do governo, e começou a proferir palavras que os seguidores compararam por autoridade e poder àquelas expressas por Jesus Cristo. Naquela época, ela estava a participar nas reuniões dos grupos fundados por Witness Lee, conhecidos como “Local churches” no Ocidente e como “The Shouters” na China, tal como a maioria dos seus primeiros seguidores. Muitos crentes  do movimento da Igreja subterrânea acreditavam que essas palavras eram do Espírito Santo e começaram a lê-las em suas reuniões em 1991, de tal forma que as origens da igreja podem ser datadas a partir deste ano, embora só no final de 1992 é que a pessoa que era a fonte dessas mensagens foi reconhecida como Cristo, o Deus encarnado e o único Deus verdadeiro, e A Igreja de Deus Todo-Poderoso surgiu com este nome.

### Zhao Weishan
Entre aqueles que aceitaram a pessoa e a mensagem de Deus Todo Poderoso estava Zhao Weishan ( Chinês: 赵维山; nascido em 12 de dezembro de 1951), o líder de um ramo independente de The Shouters. Ele tornou-se uma figura tão importante no movimento que as fontes chinesas o chamam de “fundador”, embora académicos ocidentais acreditem que isso se deva a uma imparcialidade nos polícias chineses, que não aceitariam facilmente que um grande movimento religioso fosse fundado por uma mulher, e que de fato, o título de “fundador” de A Igreja de Deus Todo-Poderoso deveria ser atribuído à pessoa (feminina) que o movimento venera como Deus Todo-Poderoso. De acordo com a académica Australiana Emily Dunn, em 1991, a organização já contava com mais de mil membros. Depois do seu grupo ter sido invadido pela polícia, Zhao deixou Heilongjiang e continuou a organização no condado de Qingfeng, Henan, onde continuou a expandir-se. Mais tarde ele foi reconhecido como o líder e o Sacerdote de A Igreja de Deus Todo-Poderoso. A igreja insiste que é pessoalmente conduzida e pastoreada pela pessoa que reconhece como Deus Todo-Poderoso, e que Zhao, “o homem usado pelo Espírito Santo”, é o líder administrativo do movimento.

### Expansão e repressão
O governo chinês suspeitou imediatamente de A Igreja de Deus Todo-Poderoso por causa de seus ensinamentos anti-comunistas, e a dura repressão de meados dos anos 90 atingiu os Shouters e A Igreja de Deus Todo-Poderoso, cujas diferenças teológicas não eram necessariamente claras para as autoridades chinesas. Em 2000, Zhao e Yang foram para os Estados Unidos, onde entraram a 6 de setembro, e em 2001 eles receberam asilo político. Desde então, eles vivem e dirigem o movimento a partir dos EUA. No início de 2009, He Zhexun, que estava encarregado do trabalho da Igreja na China continental, foi preso pelas autoridades chinesas. Em 17 de julho de 2009, Ma Suoping (mulher, 1969–2009), que assumiu a posição de He Zhexun, foi também presa pela polícia chinesa e morreu enquanto estava sob custódia.
Apesar da repressão governamental, e do facto de que alguns líderes das principais igrejas cristãs acusaram A Igreja de Deus Todo-Poderoso de heresia, a Igreja cresceu na China e, de acordo com fontes oficiais chinesas, alcançou três ou mesmo quatro milhões de membros em 2014,  embora os académicos considerem estes números de alguma forma exagerados. Desde o assassinato  de Zhaoyuan no McDonald’s de 2014, a repressão na China intensificou-se, e vários milhares de membros escaparam para o exterior, onde fundaram igrejas na Coreia do Sul, Estados Unidos, Itália, França, Espanha, Canadá, Japão, Filipinas, Portugal e outros países, além dos estabelecidos em Hong Kong e Taiwan, com membros não-chineses também se juntando ao movimento. Uma consequência inadvertida da diáspora foi o florescimento, nos países onde A Igreja de Deus Todo-Poderoso pode operar livremente, de uma considerável produção artística de pinturas e filmes, com alguns filmes ganhando prémios em festivais de cinema cristãos.

## Crenças

### Três Estágios
O “relâmpago do oriente”, de acordo com a Igreja, é Jesus Cristo retornando como Deus Todo-Poderoso, de um país no leste, China, para inaugurar a terceira era da humanidade, a Era do Reino, que segue a Era da Lei, ou seja, a tempo do Antigo Testamento, e a Era da Graça, que foi desde o nascimento de Jesus até o advento de Deus Todo-Poderoso no século XX.
Com o sacrifício de Jesus na cruz, os pecados dos humanos foram perdoados, mas sua natureza pecaminosa não foi erradicada. Na Era do Reino, Deus Todo-Poderoso está trabalhando para erradicar essa natureza pecaminosa. Nas palavras do Deus Todo Poderoso, “O meu inteiro plano de de gerência, um plano que abrange seis mil anos, consiste em três estágios, ou três idades: a Era da Lei no começo, a Era da Graça (que é também a Era da Redenção) e a Era do Reino nos últimos dias. O meu trabalho nessas três idades difere em conteúdo de acordo com a natureza de cada idade, mas a cada estágio está de acordo com as necessidades do homem “; e: “Embora Jesus tenha feito muito trabalho entre os homens, Ele somente completou a redenção de toda a humanidade e se tornou a oferta pelo pecado do homem, e não livrou o homem de toda a sua disposição corrupta ... E assim, depois dos pecados do homem terem sido perdoados, Deus voltou à carne para levar o homem para a nova era.”

### Sagradas Escrituras
Na Igreja de Deus Todo Poderoso, a Bíblia é aceite como a escritura sagrada para a Era da Lei e a Era da Graça, embora se argumente que “gravada por seres humanos, contém mensagens de Deus e algumas perceções verdadeiras, que são úteis para conhecer a obra de Deus na Era da Lei e a Era da Graça, mas ela também carrega muitos erros humanos.” No nosso tempo, a igreja acredita que nós encontramos um guia mais seguro nas declarações de Deus Todo-Poderoso, que estão registadas principalmente no livro massivo A Palavra manifesta em Carne, consistindo em mais de um milhão de palavras, abordando um número de questões da história sagrada, teologia, ética e espiritualidade, e considerado como normativo pelo movimento.

### Milenialismo
A Igreja de Deus Todo-Poderoso ensina uma forma de milenialismo. A Era do Reino não deve ser confundida com a Era do Reino Milenar, um tempo futuro após os desastres apocalípticos profetizados na Bíblia, quando a mensagem de Deus Todo-Poderoso será aceita em todos os países, a natureza pecaminosa do ser humano será transformada e os humanos purificado pela obra de Deus viverão eternamente na terra. De acordo com a igreja, após o Deus Todo-Poderoso encarnado (que não se crê viver para sempre na Terra) ter completado a obra de Deus na Terra nos últimos dias, as catástrofes profetizadas em o Livro do Apocalipse da Bíblia virão, na forma de fomes, terremotos e guerras. No entanto, “a Terra não será aniquilada, e aqueles que são purificados por Deus serão salvo nos cataclismos dos últimos dias, e viverão na Terra para sempre.” Segundo a académica americana Holly Folk, a divisão da história em várias eras reflete a influência dos Irmãos de Plymouth e outros missionários evangélicos na China. Dispensacionalismo, um método de interpretação bíblica que suporta uma visão cósmica da história que inclui o fim dos tempos, foi desenvolvido no século XIX por John Nelson Darby, “embora também existam diferenças entre Darby e A Igreja de Deus Todo-Poderoso."

### Grande Dragão Vermelho
A Igreja do Todo Poderoso Deus acredita que Deus Todo Poderoso é o Jesus que retornou em nossos dias e nasceu na China, um país que, de acordo com a igreja, representa ao mesmo tempo o lugar onde o maligno Grande Dragão Vermelho do Livro do Apocalipse manifestou-se na aparência do Partido Comunista Chinês e onde a Segunda vinda de Cristo também se deve manifestar. Como Emily Dunn notou, a teologia que identifica o Grande Dragão Vermelho com um poder político que persegue os cristãos não foi inventada pela Igreja de Deus Todo Poderoso, mas tem uma longa tradição entre os cristãos chineses, incluindo os Shouters.

### Ausências de Sacramentos; adoração
A Igreja de Deus Todo-Poderoso acredita que os sacramentos, incluindo batismo, eram práticas da Era da Graça e não têm lugar na Era do Reino. Consequentemente, não há baptismo na Igreja de Deus Todo-Poderoso, e alguém se torna um membro da igreja confessando que o Deus Todo-Poderoso encarnado é a Segunda Vinda de Jesus Cristo e a aparição do único Deus verdadeiro nos últimos dias, estando disposta a orar em nome de Deus Todo-Poderoso, e ser capaz de compreender e aceitar as crenças da Igreja de Deus Todo-Poderoso.
A ausência de sacramentos não significa que reunir, orar e adorar a Deus não seja importante para os membros da Igreja de Deus Todo-Poderoso. Eles “comungam” regularmente, reunindo-se e discutindo as suas escrituras sagradas, ouvindo sermões, cantando hinos e compartilhando testemunhos; o académico italiano Massimo Introvigne observa que, nesse sentido, “a intensidade da vida religiosa contrasta com um estilo minimalista de culto.”

## Controvérsias
Acusações de crimes graves contra A Igreja de Deus Todo-Poderoso, que frequentemente aparece nos média, vêm de duas fontes: o Partido Comunista Chinês e outras igrejas cristãs. O governo chinês e os média acusam periodicamente A Igreja do Todo Poderoso Deus de crimes. As acusações mais frequentes dizem respeito a quatro incidentes principais: o assassinato de Zhaoyuan no McDonald’s de 2014, a retirada dos olhos de um menino em 2013 em Shanxi, o sequestro de líderes cristãos em 2002, e tumultos ligados a anúncios de que o fim do mundo ocorrerá em 2012.
Fontes oficiais chinesas também ocasionalmente mencionam outras acusações. Em 2017, académicos ocidentais, incluindo Massimo Introvigne e Holly Folk, que estudaram a igreja, foram convidados em Henan pela Associação oficial Anti-Culto da China para uma conferência sobre seitas perigosas e A Igreja de Deus Todo-Poderoso. Uma segunda conferência foi organizada pela mesma Associação Anti-Culto da China no final de 2017 em Hong Kong, e os académicos receberam informações e documentos oficiais da polícia chinesa relacionados com crimes que estes consideravam ser culpa de A Igreja de Deus Todo-Poderoso. Eles observaram que as acusações adicionais parecem ser menos frequentemente mencionadas e menos suportadas por documentos quando comparadas com as acusações sobre os quatro principais incidentes.
Enquanto a Igreja é frequentemente acusada de ser “contra a família”, um estudo publicado pelo mesmo Introvigne em 2018 no Interdisciplinary Journal of Research on Religion da Baylor University argumentou que na realidade, a sua teologia da família é bastante tradicional e conservadora, e apresentou provas de inquérito mostrando que a maioria dos membros chineses que escaparam para a Coreia do Sul, Estados Unidos e Filipinas foram convertidos à Igreja de Deus Todo-Poderoso por membros de sua própria família.

### Assassinato de Zhaoyuan no McDonald’s
A 28 de Maio de 2014, seis “missionários” que alegavam representar o “Deus Todo Poderoso” provocaram protestos nacionais quando atacaram e mataram uma mulher em um restaurante McDonald’s em Zhaoyuan, uma cidade na província de Shandong da China. Cinco dos “missionários” (o sexto era menor) foram julgados e condenados a 10 de Outubro. Dois foram sentenciados à morte e executados em 2015, um a prisão perpétua, e os outros dois a 7 e 10 anos de prisão.
O assassinato do McDonald’s foi mais tarde estudado por académicos de novos movimentos religiosos como Emily Dunn, David G. Bromley e Massimo Introvigne. Eles chegaram a conclusões diferentes em relação a relatos anteriores da maioria dos meios de comunicação chineses e ocidentais, e argumentaram que os assassinos faziam parte de uma pequena seita independente não ligada ao Relâmpago do Oriente, que usava as palavras “Deus Todo-Poderoso” para designar como uma “divindade dual” as suas duas líderes femininas, Zhang Fan (filha do principal assassino, Zhang Lidong, que foi executada com seu pai em 2015) e Lü Yingchun. No julgamento, os réus declararam explicitamente que, embora ambos usassem o nome “Deus Todo Poderoso”, o grupo deles e A Igreja de Deus Todo Poderoso, liderados por Zhao Weishan, eram duas organizações diferentes. Um dos líderes, Lü Yingchun, declarou: “o estado rotulou a falsa ‘Igreja de Deus Todo-Poderoso’ de Zhao Weishan como um ‘culto maligno’, e os rotulamos como ‘espíritos maus’. Somente Zhang Fan e eu ... poderíamos representar a verdadeira ‘Igreja de Deus Todo-Poderoso.’ Zhang Fan e eu somos as únicas porta-vozes do verdadeiro ‘Deus-Todo Poderoso’. O governo vem reprimindo o Deus Todo-Poderoso em que Zhao Weishan acredita, não o ‘Deus Todo-Poderoso’ que nós mencionamos. Eles são falsos ‘Deus Todo-Poderoso’, enquanto nós somos o verdadeiro ‘Deus Todo-Poderoso’.”
A média chinesa publicou posteriormente as confissões de dois membros do grupo que estão na prisão, Lü Yingchun e Zhang Hang, que dizem ter sido “reeducadas” com sucesso. Elas alegam que os líderes do grupo haviam lido alguma literatura da Igreja de Deus Todo-Poderoso, mas sustenta que foi um movimento diferente com diferentes crenças centrais.

### Caso de Guo Xiaobin
A 24 de agosto de 2013, uma mulher arrancou os olhos de um menino chamado Guo Xiaobin em Shanxi. Mais tarde, o menino tornou-se famoso internacionalmente pela cirurgia de prótese ocular bem-sucedida realizada em Shenzhen. Após o assassinato no McDonald’s, alguns meios de comunicação social chineses atribuíram o crime a membros da Igreja de Deus Todo-Poderoso. Um estudo da académica americana Holly Folk, escrito após sua participação nas duas conferências de 2017 organizadas pela Associação Anti-Culto da China, reparou que a polícia chinesa encerrou o caso em setembro de 2013 ao concluir que o crime foi perpetrado pela tia de Guo Xiaobin e não tinha nada a ver com A Igreja de Deus Todo-Poderoso. Só depois do assassinato no McDonald’s em 2014 é que alguns anticultistas chineses começaram a mencionar A Igreja de Deus Todo-Poderoso em conexão com o incidente. Folk também notou que as acusações de arrancamento de olhos de vítimas chinesas eram um tema comum na propaganda anti-cristã chinesa desde pelo menos o século XIX.

### Acusações de rapto de líderes Cristãos
Alguns líderes de outras igrejas cristãs acusaram A Igreja de Deus Todo-Poderoso de “heresia” e de “roubar ovelhas” por meio de estratégias desonestas. As acusações incluem a alegação de que, em 2002, a Igreja de Deus Todo-Poderoso sequestrou trinta e quatro líderes da China Gospel Fellowship (CGF) para convertê-los. Um número de cristãos no Ocidente achou as acusações credíveis. Num estudo publicado em 2018, Introvigne encontrou inconsistências na história contada pela China Gospel Fellowship, achou estranho que ninguém fosse preso ou levado a julgamento pelo crime, e concluiu que não era impossível que, ao inventar a história do rapto, a China Gospel Fellowship tentasse simplesmente justificar o facto de que muitos dos seus membros, incluindo líderes nacionais, se tivessem convertido à Igreja de Deus Todo-Poderoso, embora outras interpretações dos acontecimentos também permanecem possíveis.

### Previsões do juízo final de 2012
A previsão do dia do juízo final do apocalipse em relação ao ano de 2012 teve grande popularidade na China, onde o filme  2012 foi popular e um alguns empreendedores lucraram e venderam " arcas” para sobreviver ao apocalipse putativo.
Dentro da estrutura global do fenômeno de 2012, com base nas profecias atribuídas à civilização maia, A Igreja de Deus Todo-Poderoso foi acusada de prever o fim do mundo para 2012, causando tumultos e até mesmo crimes em torno da China. Imediatamente antes da data do juízo final “Maia” de 21 de dezembro de 2012, o governo chinês prendeu 400 membros da Igreja de Deus Todo-Poderoso na China central, e até 1000 de outras províncias da China.
A acadêmica australiana Emily Dunn, no que foi o primeiro livro acadêmico dedicado à Igreja de Deus Todo-Poderoso em 2015, observou que, como muitos chineses, alguns “membros do Relâmpago do Oriente adotaram a profecia Maia”, mas “parecem ter feito isso sem terem recebido o aval das autoproclamadas autoridades do grupo", que de fato declararam a teoria “Maias” e outras teorias sobre o fim do mundo como teologicamente e factualmente “equivocadas.”
Introvigne observou que a posição dos membros da Igreja de Deus Todo-Poderoso que aceitaram e divulgaram as profecias sobre o fim do mundo em 2012, alguns dos quais foram expulsos da igreja, “não era consistente com a teologia da Igreja. Deus Todo-Poderoso não anuncia o fim do mundo, mas sua transformação. E isso não ocorrerá antes que a obra de Deus Todo-Poderoso na Terra seja concluída”, isto é, antes que a pessoa reconhecida como Deus Todo-Poderoso faleça, enquanto ela estava viva e bem em 2012.

## Questões sobre refugiados
Particularmente após a repressão que se seguiu ao assassinato do McDonalds em 2014, milhares de membros da Igreja de Deus Todo-Poderoso escaparam para a Coreia do Sul, Estados Unidos, Canadá, Japão, Itália, França, Austrália, Portugal e outros países, procurando o estatuto de refugiado. Embora as autoridades de alguns países afirmem que não há evidências suficientes para suportar o facto de que os solicitantes de asilo tenham sido perseguidos, alguns especialistas internacionais contra-argumentam que a evidência de que A Igreja de Deus Todo-Poderoso é perseguida é suficiente para sustentar a conclusão de que os membros enfrentariam sérios problemas caso regressassem à China e as decisões desfavoráveis aos requerentes não se justificam.

## Reclamações de notícias falsas
A Igreja de Deus Todo-Poderoso afirma ser vítima de notícias falsas instigadas pelo Partido Comunista Chinês. A Igreja insiste que alguns panfletos e cartazes retratados em sites chineses e ocidentais como evidência da suas profecias de 2012 foram, na verdade, fabricados ou derivados de alterações com o Photoshop e outras técnicas a partir de materiais existentes da Igreja de Deus Todo-Poderoso. Alguns estudiosos de facto estudaram certas campanhas chinesas contra a Igreja como um exemplo clássico de notícias falsas. A Igreja também denunciou a existência no Reino Unido de Web site falso “Igreja de Deus Todo-Poderoso do Reino Unido.” Tentativas da Igreja de Deus Todo-Poderoso para remover o website foram até agora sem sucesso, apesar de os estudiosos afirmarem que o facto do site não representar as posições e teologia de A Igreja de Deus Todo-Poderoso deverá ser óbvio para alguém familiarizado com este assunto.

### Citações
1. ↑  Dunn (2008a).
2. ↑  Ma (2014).
3. 1 2 3 4 5 6 7 8 9  Introvigne (2017c).
4. ↑  Dunn (2008a); Dunn (2015), 62.
5. ↑  Irons 2018.
6. ↑  Palmer (2012).
7. ↑  Dunn (2015), 2-3.
8. 1 2   Shen e Bach (2017).
9. ↑  Dunn (2015), 204; Introvigne (2017a); Introvigne e Bromley (2017); Folk (2017).
10. ↑  Dunn (2015), 68-72.
11. ↑  Zoccatelli (2018), 8.
12. ↑  Folk (2018), 72.
13. ↑  Dunn (2015), 48; Introvigne (2017c).
14. ↑   Dunn (2015), 48.
15. ↑  CESNUR (2017).
16. ↑  Dunn (2015), 48.
17. ↑  Introvigne (2017c); Zoccatelli (2018), 9.
18. ↑  Dunn (2008b).
19. ↑  Introvigne (2017c); Irons (2018).
20. ↑  Dunn (2015), 49; Introvigne (2017c).
21. ↑  Chan e Bright (2005).
22. ↑   Ma (2014).
23. ↑  Zoccatelli (2018), 10.
24. ↑  Introvigne (2017b).
25. ↑   Folk (2018), 64.
26. ↑  Folk (2018), 61.
27. ↑  Citação em Folk (2018), 61-63.
28. ↑  Folk (2018), 62.
29. ↑   Introvigne (2017c).
30. 1 2  Folk (2018), 66.
31. 1 2  Dunn (2008).
32. 1 2  Introvigne (2017c)
33. ↑  Lai e outros (2014).
34. ↑   Dunn (2015), 94.
35. ↑  KKNews (2017).
36. ↑  Zoccatelli (2018), 6.
37. ↑  Folk (2017); Introvigne (2017c).
38. ↑  Introvigne (2018b).
39. ↑  BBC News (2014).
40. ↑  Dunn (2015), 204.
41. ↑  Introvigne (2017a); Introvigne (2018d); Introvigne e Bromley (2017); Introvigne (2018e).
42. ↑   Introvigne (2017a); Introvigne e Bromley (2017).
43. ↑  The Beijing News (2014).
44. ↑  Introvigne (2018e).
45. ↑  Irvine (2014).
46. ↑  Lai et al. (2014).
47. ↑  Folk (2017).
48. ↑  Folk (2017), 101.
49. ↑  Shen e Bach (2017).
50. ↑  Veja e.g. Chan e Bright (2005).
51. ↑  Introvigne (2018a).
52. ↑   Dunn (2016).
53. ↑  Dunn (2016).
54. ↑  Patranobis (2012).
55. ↑  Jacobs (2012).
56. ↑  Dunn (2015), 95.
57. ↑  Šorytė (2018).
58. ↑  Introvigne (2018c).
59. ↑  Veja o Website (falso) “Church of Almighty God UK 英国全能神教会,” acedido pela última vez a 20 de Fevereiro, 2018.